# طوطی پیشانی‌عنابی
طوطی پیشانی‌عنابی (نام علمی: Rhynchopsitta terrisi) یک طوطی بزرگ و شبیه مکائو است. سبز تیره با شانه سرخ تیره و پیشانی و نوار چشمی عنابی‌رنگ است. وقتی در حال پرواز است، زیر بال و دم آن سیاه است. صدایی بلند و چرخشی cr-a ak ایجاد می‌کند. اگر گروه‌ها از دور شنیده شوند، صدایی شبیه به دارکوب بلوط دارند.
این گونه بومی شمال شرق مکزیک است، جایی که تنها به تعداد حدود ۲۵۰۰–۳۰۰۰ پرنده در طبیعت زنده هستند.